# 7 pistole per un massacro
7 pistole per un massacro è un film del 1967, diretto da Mario Caiano. È conosciuto anche con il titolo Adios, hombre.

## Trama
Dopo aver scontato dieci anni di carcere per omicidio, Will torna nel suo paese natale ritrovando di fronte a dei responsabili della sua ingiusta condanna. Sbaragliati i piani dei banditi, riconquista i piani dei cittadini.